# Newton da Costa

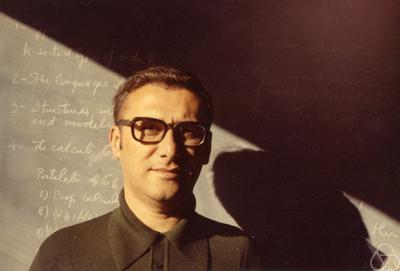
Newton da Costa (1973)

Newton Carneiro Affonso da Costa (ur. 16 września 1929 w Kurytybie, Brazylia, zm. 16 kwietnia 2024) – brazylijski matematyk, logik i filozof.

## Życiorys
Studiował inżynierię i matematykę na Universidade Federal do Paraná w Kurytybie, jego rozprawa doktorska z 1961 roku miała tytuł Topological spaces and continuous functions (pol. Przestrzenie topologiczne i funkcje ciągłe).
Jest jednym z twórców dziedziny logik nieklasycznych. Międzynarodowe uznanie przyniosła mu jego praca nad logikami parakonsystentnymi i ich zastosowaniami w takich dziedzinach jak prawo, informatyka oraz sztuczna inteligencja. Stworzył również teorię quasi-prawdy, która stanowi uogólnienie teorii prawdy Alfreda Tarskiego, oraz zastosował ją do podstaw dyscypliny naukowej.